# Burka (płaszcz)

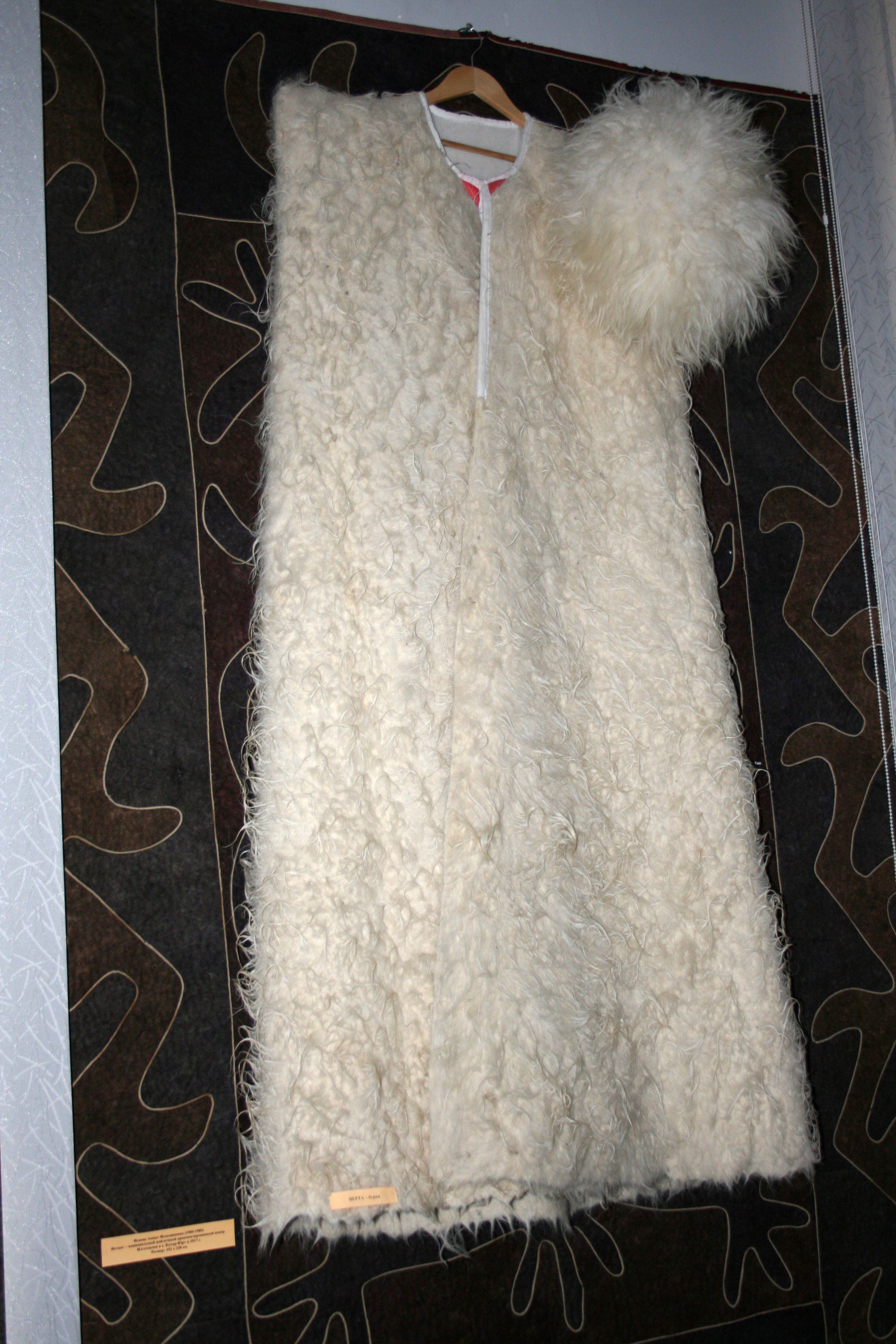
Burka czeczeńska wraz z papachą

Burka – płaszcz zrobiony z filcu lub karakułów (materiału zrobionego z sierści płodu owcy karakulskiej, którego matka jest zabijana specjalnie w tym celu).  Z uwagi na cenę karakuły, burki zwykle szyto z filcu obrabianego tak, aby wyglądał jak karakuł. Burki były szyte z charakterystycznymi kwadratowymi ramionami, a noszące je osoby miały charakterystyczną sylwetkę z wysokimi ramionami.
Burka była tradycyjnym ubiorem noszonym przez wiele ludów zamieszkujących Kaukaz, ale została zaadaptowana przez kawalerię rosyjską i noszona jako część munduru wojskowego od połowy XIX wieku aż do lat 50. XX wieku.